# Князе-Владимирский монастырь (Иркутск)
Кня́зе-Влади́мирский монастырь (иногда — Князь-Владимирский монастырь) — мужской православный монастырь в Иркутске. Расположен на Каштаковской горе предместья Рабочее в Правобережном округе города.

## История
Князе-Владимирский храм был основан в 1888 году в честь 900-летия Крещения Руси князем Владимиром, на средства купца Василия Литвинцева. В народе этот храм называли «белым» или «литвинцевским». Проект храма был составлен, согласно желанию Литвинцева, архитектором Владиславом Кудельским.
Обитель была открыта 28 июля 1903 года на территории Знаменского предместья города Иркутска.
Во время Русско-японской войны 1904—1905 годов в монастыре размещался госпиталь Красного креста. При монастыре была устроена мужская богадельня, церковно-учительская семинария и мужская школа. На устройство этих учреждений Литвинцев завещал 400 тыс. рублей серебром. Открытие церковно-учительской школы состоялось в 1900 году. В эту школу с трёхлетним курсом принимали выпускников церковно-приходских школ. В 1905 году школа на 50 учащихся была преобразована в семинарию и разместилась во вновь отстроенном здании. Кроме семинарии, при монастыре располагалась двухлетняя образцовая школа на 75 учащихся. Школьный режим был очень строг: практиковались телесные наказания. Действовала при монастыре и богадельня.
Обитель просуществовала до 1922 года, когда была упразднена. После закрытия на территории монастыря размещался кавалерийский полк НКВД, колония для беспризорников и лаборатория геологического управления.
В конце 1990-х годов постройки монастыря переданы Иркутской епархии и обитель была восстановлена.

## Фотогалерея

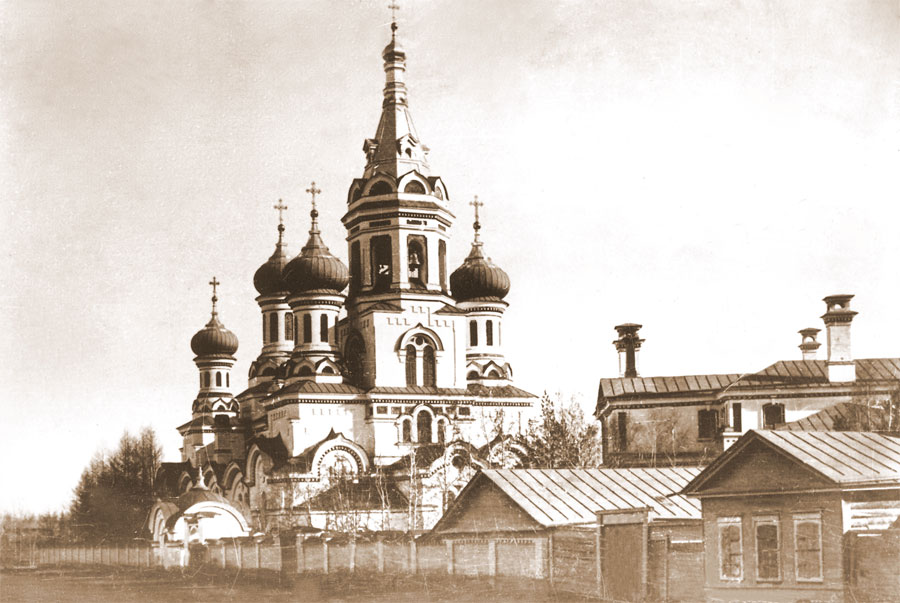
Князе-Владимирская церковь в первые годы XX века. Фото И.М.Портнягина.
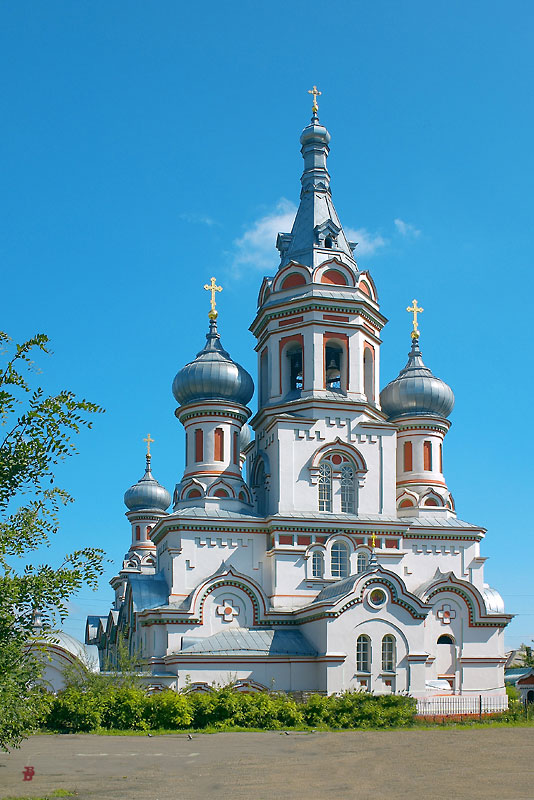
Князе-Владимирская церковь, 2010 год. Фото В.Г.Вологодского.
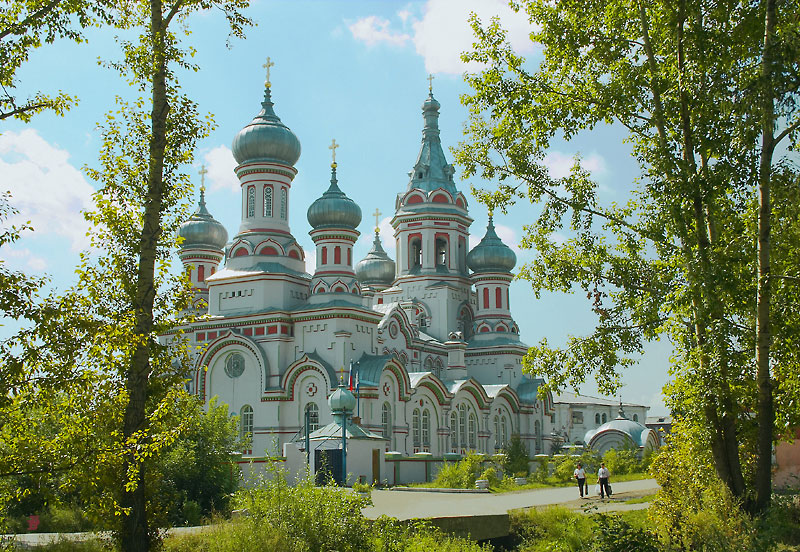
Князе-Владимирская церковь, 2010 год. Фото интернет-проекта www.pribaikal.ru